# Adam Bandt
Adam Paul Bandt (Adelaide, 11 de marzo de 1972) es un político australiano y abogado industrial, actualmente diputado federal por Melbourne y líder de los Verdes Australianos; fue elegido después de la renuncia de Richard Di Natale en febrero de 2020.
Obtuvo su escaño en las elecciones federales de 2010, convirtiéndose en el primer miembro de los Verdes Australianos elegido para la Cámara de Representantes en una elección federal. Bandt fue candidato por primera vez en las elecciones de 2007 y perdió por un estrecho margen con el Partido Laborista.

## Biografía
Nació en Adelaida el 11 de marzo de 1972. Es hijo de Allan Bandt y Moira Bandt. Su madre, maestra y directora de escuela, nació en Inglaterra y llegó a Australia después de la Segunda Guerra Mundial. Su padre era trabajador social, y luego dirigió una consultoría de recursos humanos.
Bandt se mudó a Perth a la edad de diez años y estudió en la Escuela secundaria superior de Hollywood. Se graduó de la Universidad de Murdoch en 1996 como Licenciado en Artes y Licenciado en Derecho.